# Société française de numismatique
La Société française de numismatique è una associazione culturale francese, attiva nell'ambito della numismatica.

## Storia
La società è stata fondata nel 1865 dal barone Jean de Witte, che fu direttore dal 1855 al 1877 della Revue de numismatique.
La società pubblica oltre alla Revue Numismatique, anche il Bulletin de la Société française de numismatique.

## Presidenti
Elenco dei presidenti della società : *
- 1865/1888 G. de Ponton d'Amécourt
- 1889/1890 J. de Rougé
- 1890/1892 A. de Belfort
- 1892/1893 E. Caron
- 1893/1894 M. de Marchéville
- 1894/1895 E. Caron
- 1895/1896 M. de Marchéville
- 1896/1898 P. Bordeaux
- 1898/1900 H. de Castellane
- 1900/1902 M. de Marchéville
- 1902/1903 H. de Castellane
- 1903/1905 A. Blanchet
- 1905/1907 P. Bordeaux
- 1907/1909 A. Babut
- 1909/1911 L. Sudre
- 1911/1912 A. Blanchet
- 1912/1914 A. Babut
- 1914/1916 F. Allotte de la Fuÿe
- 1916/1918 A. Dieudonné
- 1918/1920 H. de Castellane
- 1920/1922 F. Allotte de la Fuÿe
- 1922/1924 A. Bouclier
- 1924/1926 J. Bailhache
- 1926/1928 R. Richebé
- 1928/1929 Ph. Moricand
- 1929/1931 E. Cazalas
- 1931/1932 Ch. Prieur
- 1932/1933 J. Bailhache
- 1933/1935 J. Coudurier de Chasseigne
- 1935/1937 E. H. Albert de Bary
- 1937/1939 E. Cazalas
- 1939/1941 H. Rolland
- 1941/1942 A. Blanchet
- 1942/1944 J. Babelon
- 1944/1946 P. Le Gentilhomme
- 1946/1947 H. Longuet
- 1947/1948 M. Baille
- 1948/1949 H. Longuet
- 1949/1951 P. Prieur
- 1951/1953 H. Longuet
- 1953/1955 J. Mazard
- 1955/1957 M. Dayet
- 1957/1959 J. Tricou
- 1959/1961 J. Lafaurie
- 1961/1963 J. Heurgon
- 1963/1965 J. Parent
- 1965/1967 P. Bastien
- 1967/1969 J. Yvon
- 1969/1971 H.-G. Pflaum
- 1971/1973 J. Guey
- 1973/1975 L. Chaurand
- 1975/1977 F. Dumas
- 1977/1979 A. Chastagnol
- 1979/1981 D. Nony
- 1981/1983 H. Huvelin
- 1983/1985 M. Christol
- 1985/1987 C. Brenot
- 1987/1989 X. Loriot
- 1989/1991 R. Etienne
- 1991/1993 M. Dhénin
- 1993/1995 S. de Turckheim-Pey
- 1995/1997 O. Picard
- 1997/1999 J. Hiernard
- 1999/2001 C. Augé
- 2001/2003 H. Zehnacker
- 2003/2006 M. Bompaire
- 2006/2009 G. Gautier
- 2009/2012 : J.-P. Garnier
- 2012/2015 : A. Bourgeois
- 2015/2018 : M. Amandry
- 2018/: C. Grandjean